# تشارلي بورتر
تشارلي بورتر (بالإنجليزية: Charlie Porter)‏ هو متسلق الجبال أمريكي، ولد في 1951، وتوفي في 23 فبراير 2014.